# Albert (cráter)

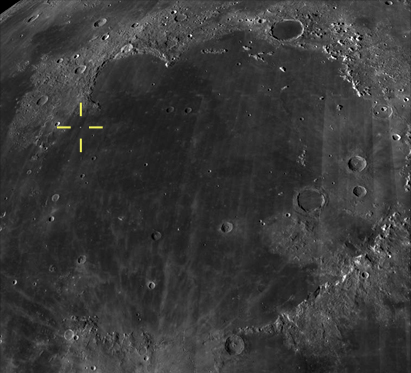
Albert es uno de los doce cráteres lunares localizados en el noroeste del Mare Imbrium

Albert es un pequeño cráter de impacto ubicado en la parte noroeste del Mare Imbrium, en el sector noroeste de la cara visible de la Luna. Se encuentra al oeste de Kolya y se halla aproximadamente a un diámetro al noroeste de Leonid. Un elemento destacable de la zona es el Promontorium Heraclides, situado 30 km al norte del punto más septentrional visitado por el Lunojod 1, y el cráter C. Herschel, ubicado a más de 150 km al sur-sureste.

## Descripción
El cráter lleva un nombre de origen germánico, una de las 12 denominaciones de cratercillos en el área donde pasó el Lunojod 1, que fueron aprobadas por la Unión Astronómica Internacional (UAI) el 14 de junio de 2012.
Después de dar algunas vueltas después de abandonar el cráter Kolya, el módulo de aterrizaje soviético Luna 17 se detuvo al norte del cráter en agosto y luego se dirigió hacia el este, y a continuación avanzó hacia el sudeste, hacia mediados de agosto. Se dirigió a su posición final en septiembre, cerca del cráter ahora conocido como Leonid. La ubicación y el recorrido del módulo de aterrizaje se pudieron determinar el 17 de marzo de 2010 gracias al trabajo realizado por Albert Abdrakhimov sobre una imagen de la misión Lunar Reconnaissance Orbiter.